# 안토니우 레이타웅
안토니우 카를루스 카르발류 노게이라 레이타웅(포르투갈어: António Carlos Carvalho Nogueira Leitão, 1960년 7월 22일 ~ 2012년 3월 18일)은 포르투갈의 장거리달리기 선수였다.
이스피뉴에서 태어난 레이타웅은 1984년 로스앤젤레스 올림픽 남자 5000m 경기에 참가하여 동메달을 획득했다. 이 결과에 따라, 그는 자신의 전문 분야에서 가장 유망한 선수 중 하나로 간주되었다.
그러나 여러 가지 부상 때문에 그는 올림픽 출전의 꿈을 접어야 했다. 그는 또한 포르투갈 클럽 벤피카에 참가했다.
혈색소 침착증으로 인한 합병증으로 포르투에서 사망하였다.